# 織田信清
參數所指定的目標頁面不存在，建議更正成存在頁面或直接建立下列一個頁面（建立前請先搜尋是否有合適的存在頁面可以取代）：
- 織田信清 (旗本)

織田信清（生年不詳－卒年不詳）是日本戰國時代武將。父親是織田信康。正室是犬山殿（織田信長的姐姐）。

## 簡歷
因為父親信康是織田伊勢守家當主織田信安的後見人，於是屬於信安配下。在伯父織田信秀死後，於犬山城成為獨立勢力，因此與信秀的兒子信長交惡，後來迎娶信長的姐姐犬山殿，於是與弟弟廣良一同仕於信長。永祿元年（1558年）7月12日，在浮野之戰中，支援信長攻略岩倉城。在織田信賢被流放後，因為瓜分信賢舊領的問題，與信長對立。永祿5年（1562年），發起叛亂，攻取樂田城。此後，各個支城相繼被信長軍攻陷，永祿7年（1564年）5月，居城犬山城陷落，於是逃亡至甲斐國，在武田氏之下，自稱犬山鐵齋。